# Margarito Flores García

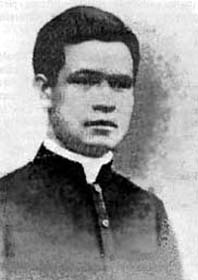
Margarito Flores García

Margarito Flores García, eigentlich Joseph (José) Isabel Flores García, (* 28. November 1866 in Teúl, Zacatecas, Mexiko; † 12. November 1927 in Atenango del Río, Mexiko) war ein katholischer Priester und Märtyrer, der von der katholischen Kirche heiliggesprochen wurde.

## Leben
Margarito Flores García wurde am 26. Juli 1896 zum Priester geweiht. Als im Zuge der Mexikanischen Revolution im Jahr 1925 die Verfolgung von katholischen Priestern während der Präsidentschaft Calles (1924–1928) begann, wirkte er in der katholischen Selbstschutzorganisation Liga Nacional para la Defensa de la Libertad Religiosa. Während der Wirren leistete er seinen priesterlichen Dienst verkleidet. Er wurde jedoch verraten und am 18. Juni 1927 verhaftet. Nachdem er mehrere Monate lang gefoltert wurde, wurde er am 12. November hingerichtet.
Margarito Flores García wurde durch Papst Johannes Paul II. am 22. November 1992 selig und am 21. Mai 2000 zusammen mit 24 weiteren Märtyrern der Revolution in Mexiko heiliggesprochen. Sein katholischer Gedenktag ist der 21. Juni.